# Hancock (Maine)
Hancock es un pueblo ubicado en el condado de Hancock en el estado estadounidense de Maine. En el Censo de 2010 tenía una población de 2.394 habitantes y una densidad poblacional de 23,78 personas por km².

## Geografía
Hancock se encuentra ubicado en las coordenadas 44°31′27″N 68°17′9″O / 44.52417, -68.28583. Según la Oficina del Censo de los Estados Unidos, Hancock tiene una superficie total de 100.68 km², de la cual 77.8 km² corresponden a tierra firme y (22.72%) 22.87 km² es agua.

## Demografía
Según el censo de 2010, había 2.394 personas residiendo en Hancock. La densidad de población era de 23,78 hab./km². De los 2.394 habitantes, Hancock estaba compuesto por el 96.62% blancos, el 0.46% eran afroamericanos, el 0.46% eran amerindios, el 0.71% eran asiáticos, el 0% eran isleños del Pacífico, el 0.17% eran de otras razas y el 1.59% pertenecían a dos o más razas. Del total de la población el 1.34% eran hispanos o latinos de cualquier raza.